# Craveman
Craveman je studiové album Teda Nugenta, vydané v roce 2002 společností Spitfire Records. Album produkoval Nugent spolu s bratry Drewem a Chrisem Petersovými.

## Seznam skladeb
| Pořadí         | Název                                | Autor                | Délka |
| -------------- | ------------------------------------ | -------------------- | ----- |
| 1.             | Klstrphnky                           | Nugent               | 3:55  |
| 2.             | Crave                                | Nugent, Blades       | 6:19  |
| 3.             | Rawdogs & Warhogs                    | Nugent               | 3:37  |
| 4.             | Damned If Ya Do                      | Nugent, Blades, Shaw | 4:21  |
| 5.             | At Home There                        | Nugent, Lynch, Wells | 3:49  |
| 6.             | Cum n Gitya Sum-o-This               | Nugent               | 2:37  |
| 7.             | Change My Sex                        | Nugent               | 3:03  |
| 8.             | I Won't Go Away                      | Nugent, Johnson      | 5:32  |
| 9.             | Pussywhipped                         | Nugent               | 3:00  |
| 10.            | Goin' Down Hard                      | Nugent, Lutz, Reed   | 4:13  |
| 11.            | Wang Dang Doodle                     | Dixon                | 2:58  |
| 12.            | My Baby Likes My Butter on Her Gritz | Nugent, Mendoza      | 3:52  |
| 13.            | Sexpot                               | Nugent               | 3:11  |
| 14.            | Earthtones                           | Nugent, Mendoza      | 5:39  |
| Celková délka: | Celková délka:                       | Celková délka:       | 56:06 |

## Obsazení
- Ted Nugent – kytary, zpěv
- Marco Mendoza – baskytara, perkuse, doprovodný zpěv
- Tommy Clufetos – bicí, perkuse, doprovodný zpěv